# 판싯
판싯(필리핀어: pansit, 영어: pancit)은 필리핀의 국수 요리이다. 볶음국수인 경우가 많으나 국물국수 등 다른 방식으로 조리하기도 한다. 쌀국수, 달걀 국수 등 여러 가지 국수가 사용되며, 흔히 칼라만시를 곁들여 낸다. 필리핀의 국민 음식 가운데 하나로 여겨진다.

## 이름
타갈로그어 "판싯(pansit)"은 "국수"를 뜻하는 보통명사이다. 어원은 민난어에서 훈툰 등의 밀가루 음식을 가리키는 "빤싯(pán-si̍t, 扁食)" 또는 "간편식"을 뜻하는 "빤싯(pân-si̍t, 便食)"일 것으로 추정된다.

## 종류
- 판싯 로미: 굵은 달걀 국수를 쓴 국물국수이다.
- 판싯 말라본: 말라본 지역의 볶음국수이다. 굵은 쌀국수를 쓴다.
- 판싯 미키: 달걀 국수를 쓴 볶음국수이다.
- 판싯 바틸 파통: 볶음국수에 달걀을 푼 국물을 끼얹어 내는 요리이다.
- 판싯 비혼: 얇은 쌀국수인 비혼을 쓴 볶음국수이다.
- 판싯 소탕혼: 얇은 녹두당면인 소탕혼을 쓴 볶음국수이다.
- 판싯 칸톤: 달걀 국수를 쓴 볶음국수이다.
- 판싯 팔라복: 비혼 등 얇은 쌀국수에 주황색 소스를 얹어 내는 비빔국수이다.
- 판싯 하브하브: 부드러운 달걀 국수를 쓴 볶음국수이다. 바나나잎에 올려 낸다.

## 사진

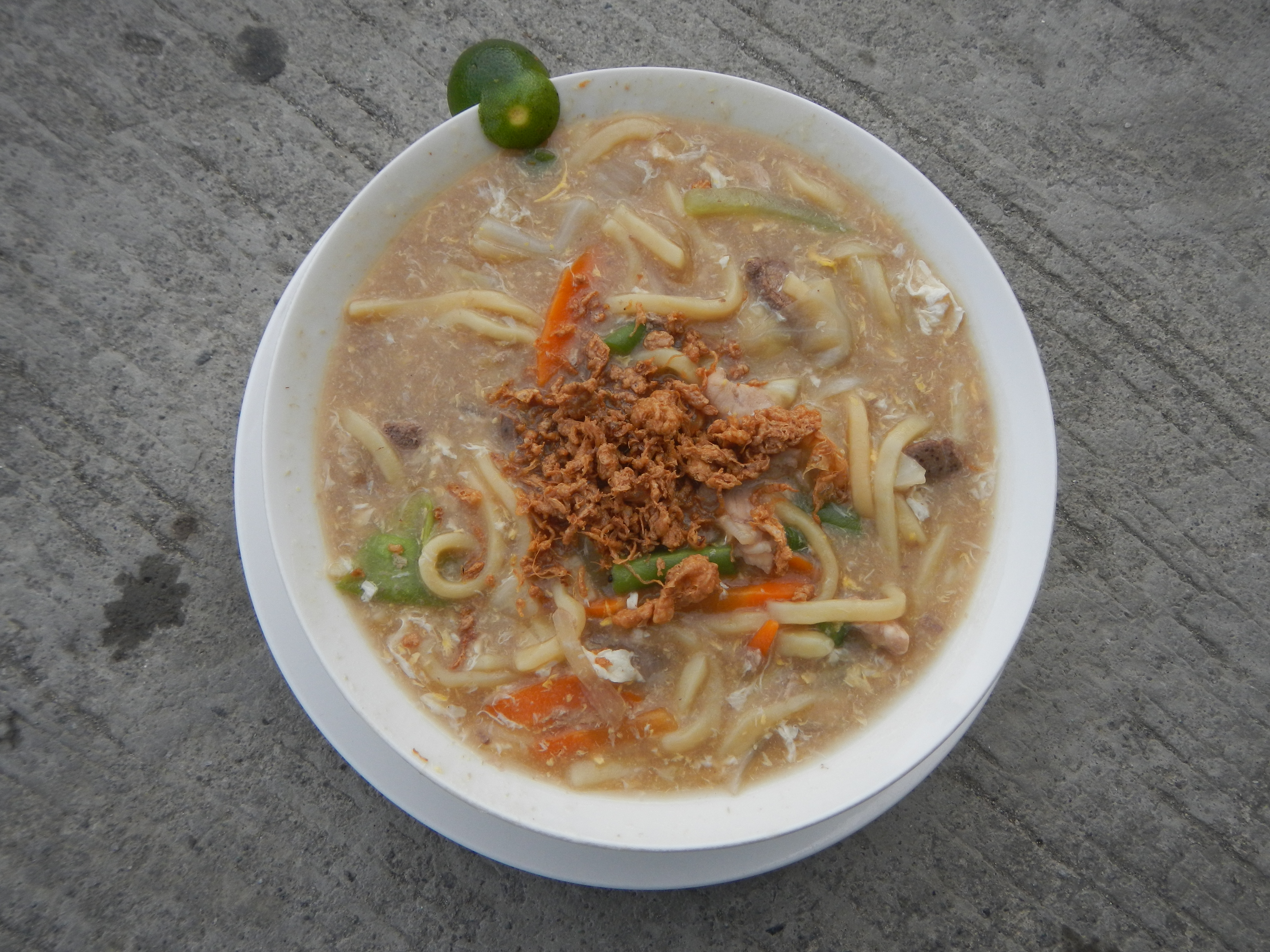
판싯 로미
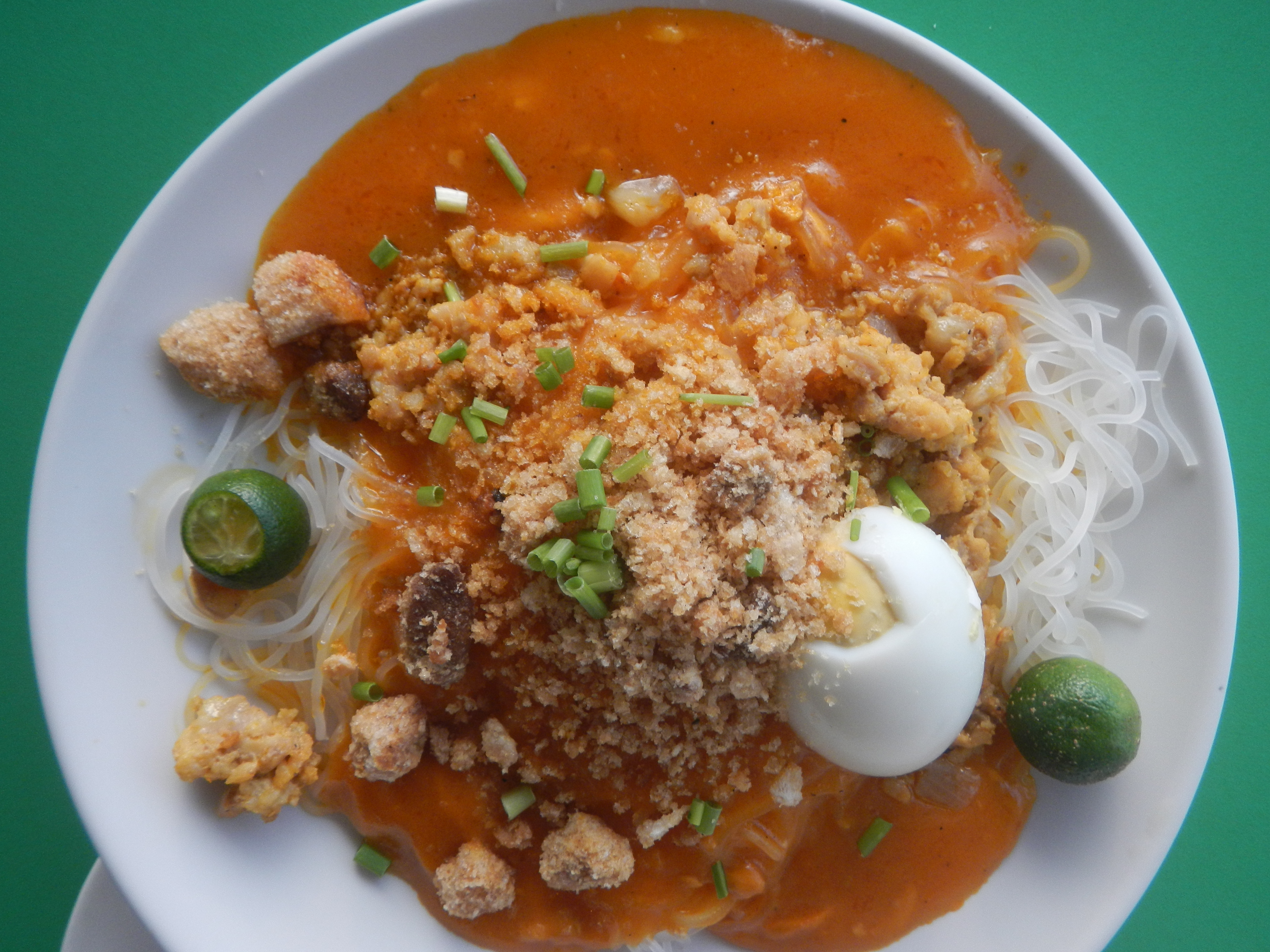
판싯 말라본
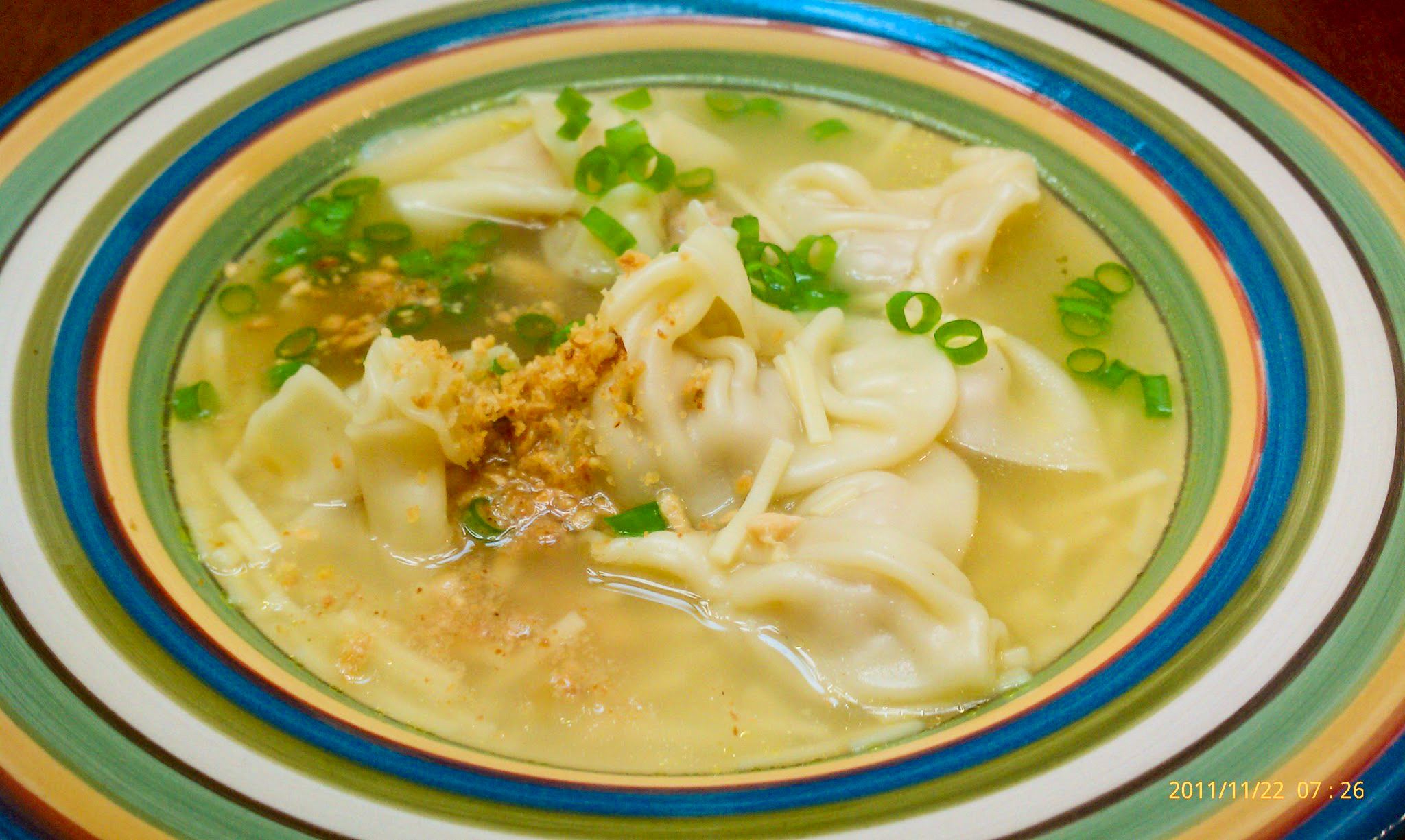
판싯 몰로
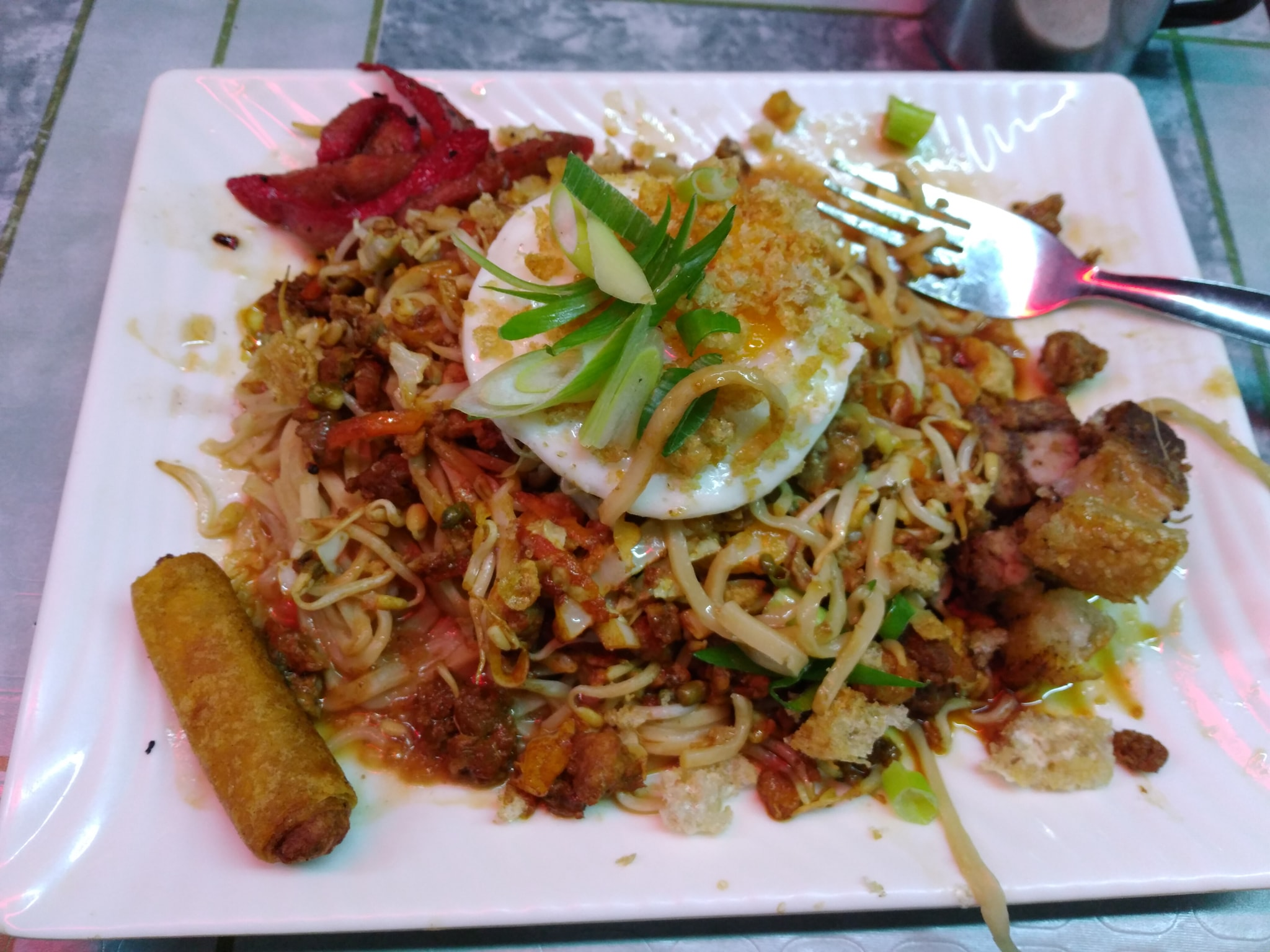
판싯 바틸 파통
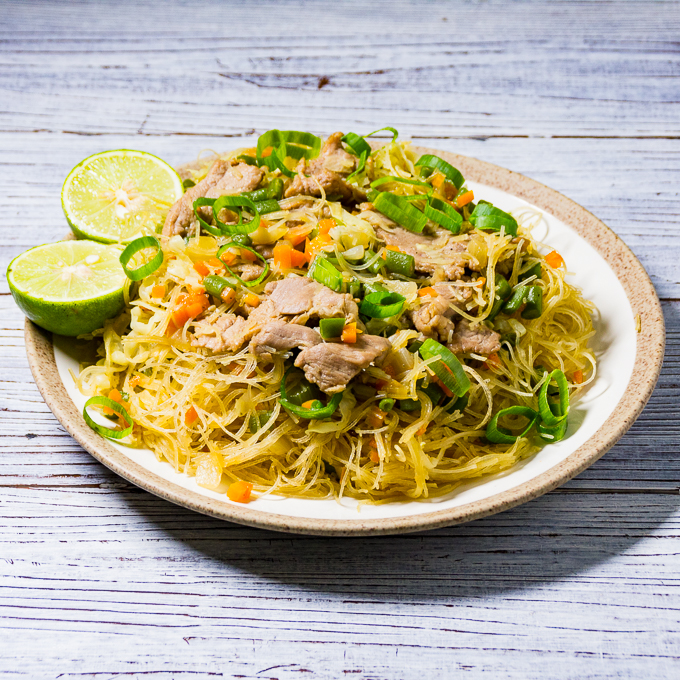
판싯 비혼
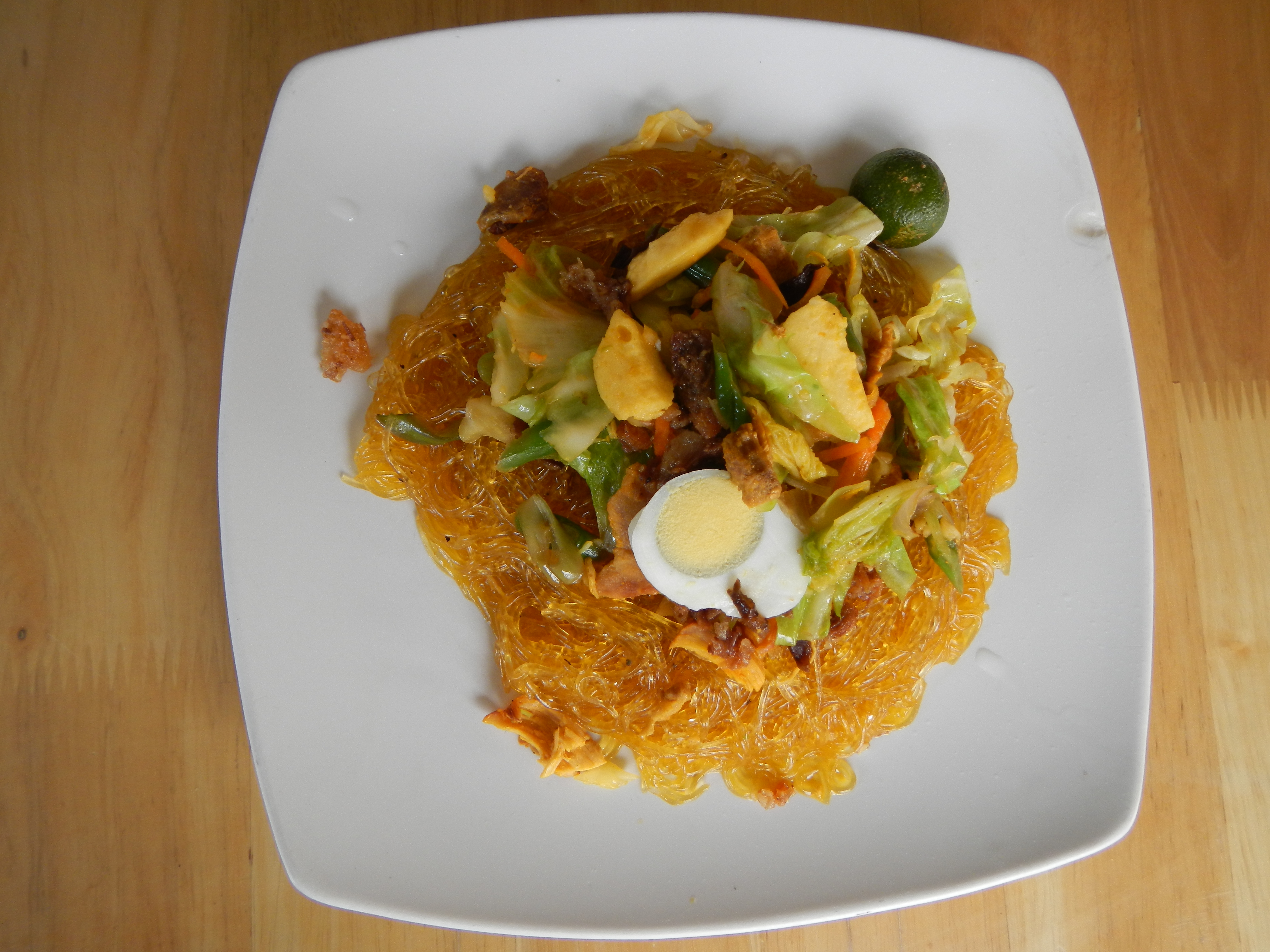
판싯 소탕혼
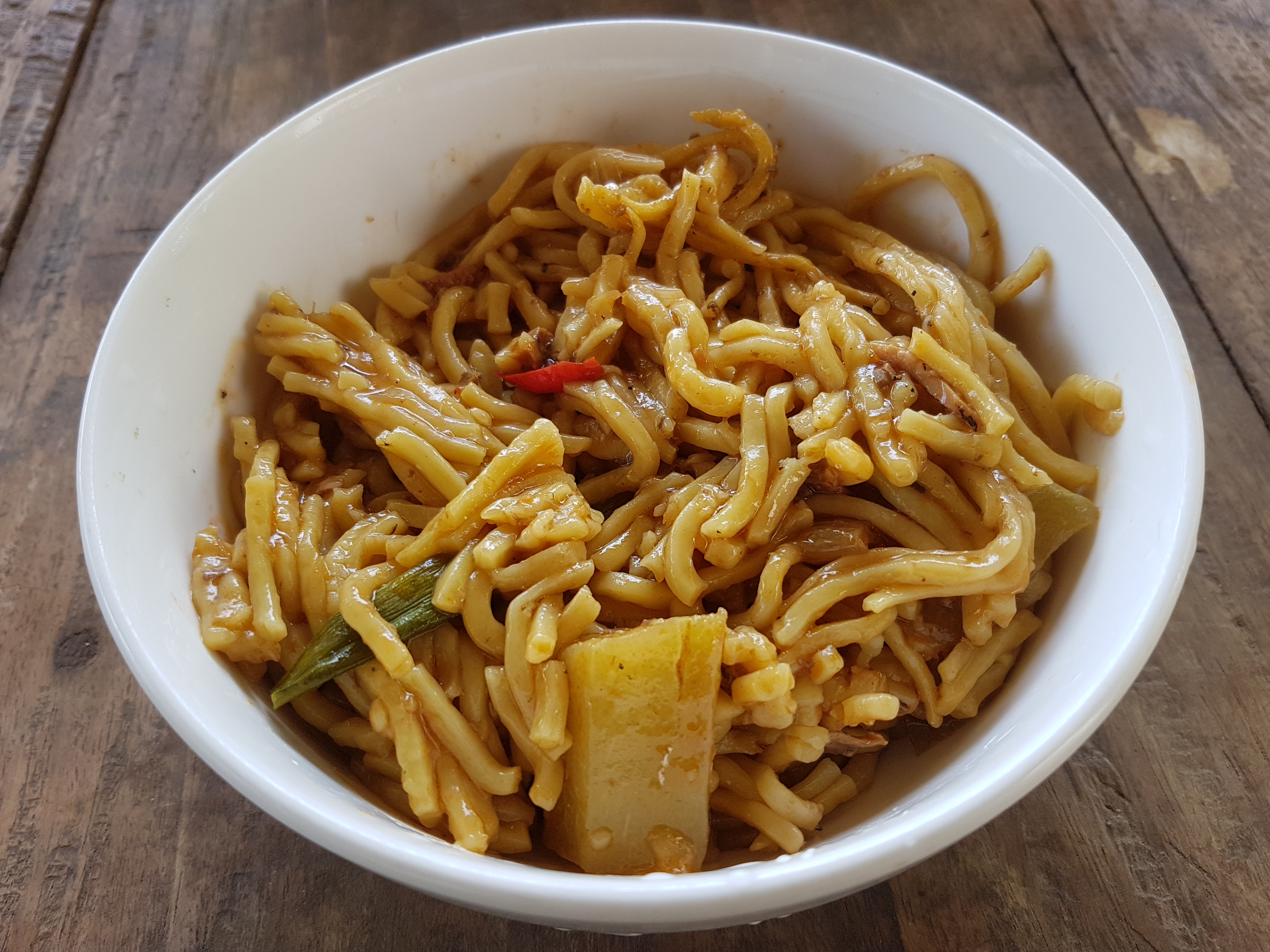
판싯 오동
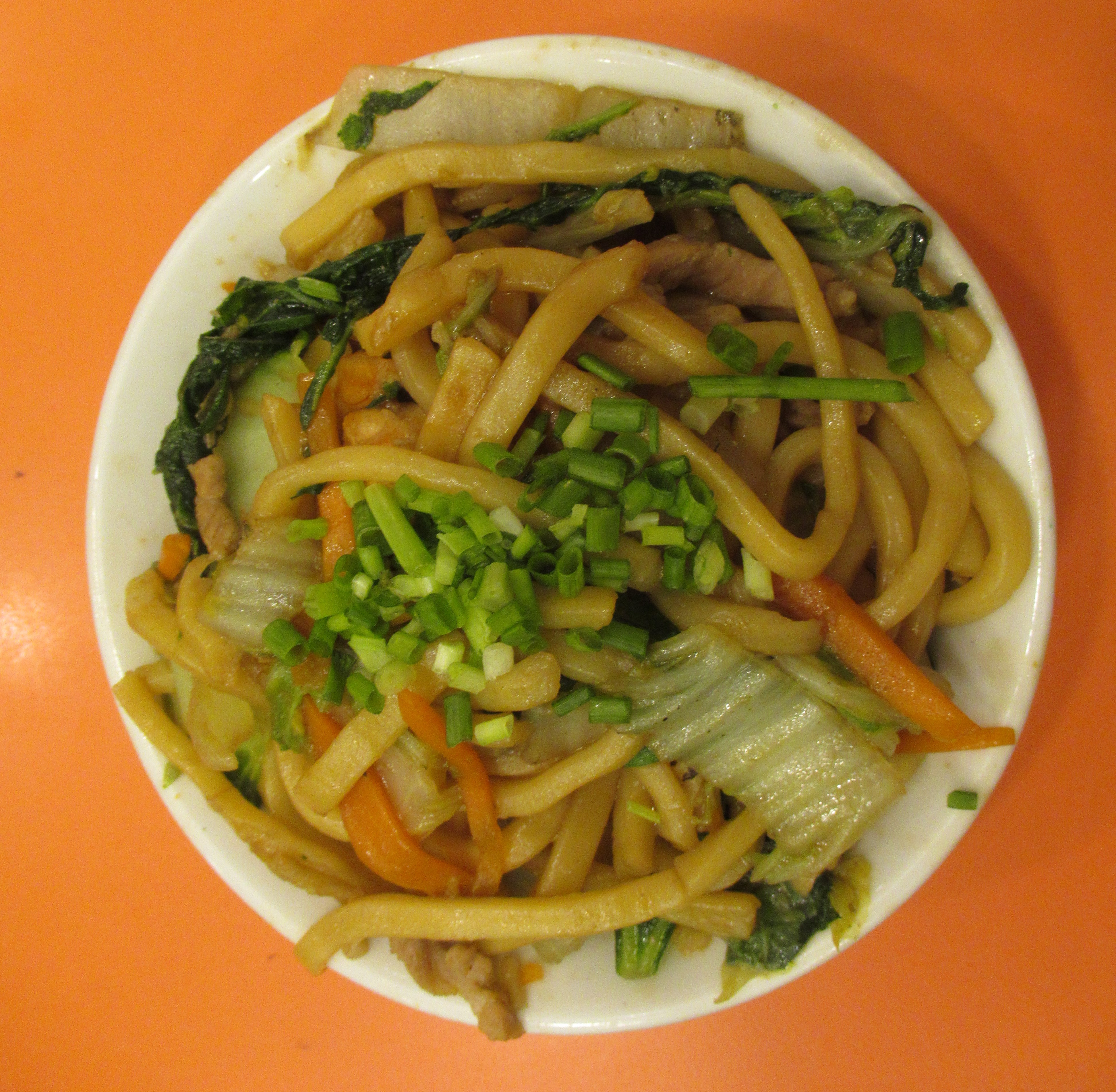
판싯 차미
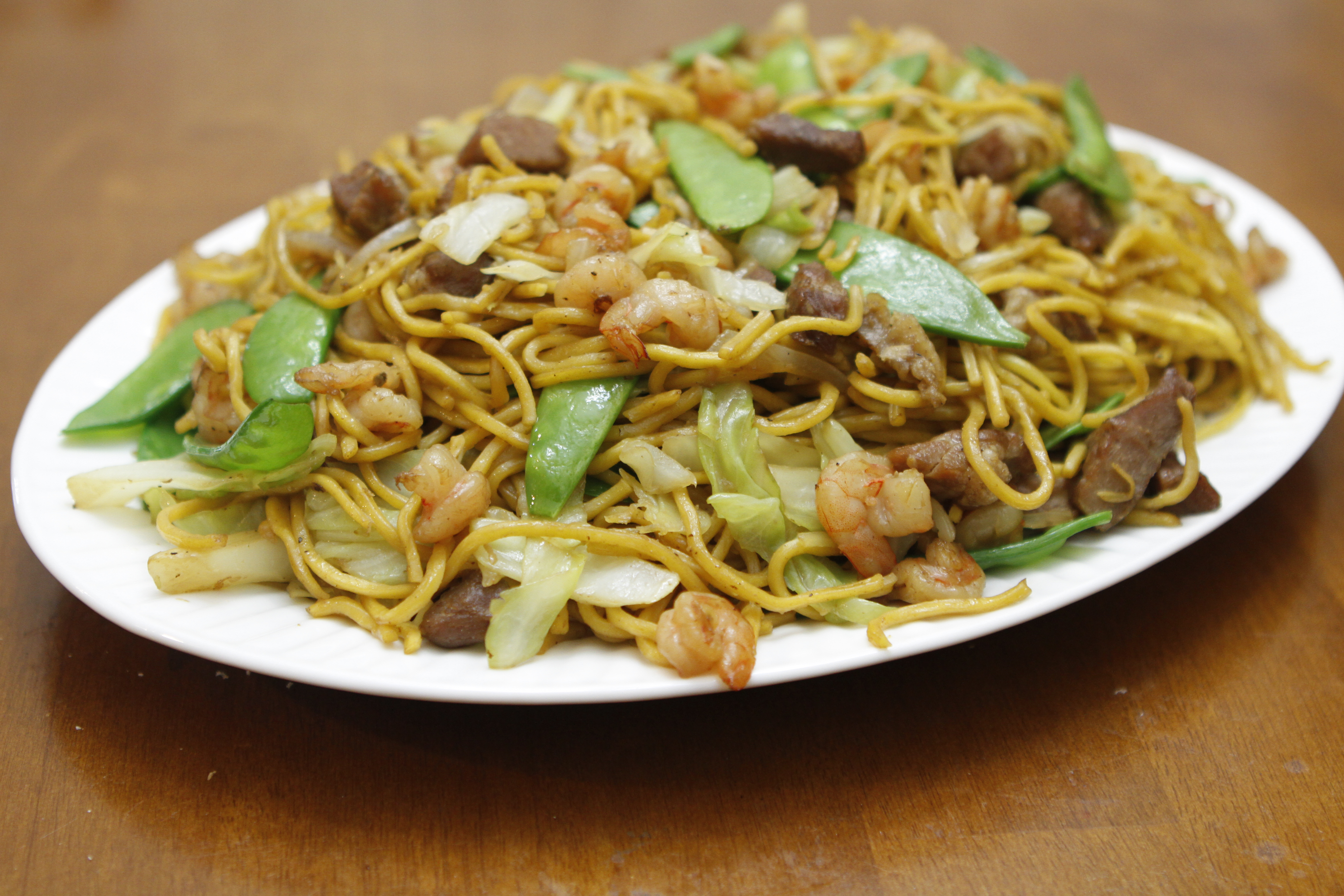
판싯 칸톤
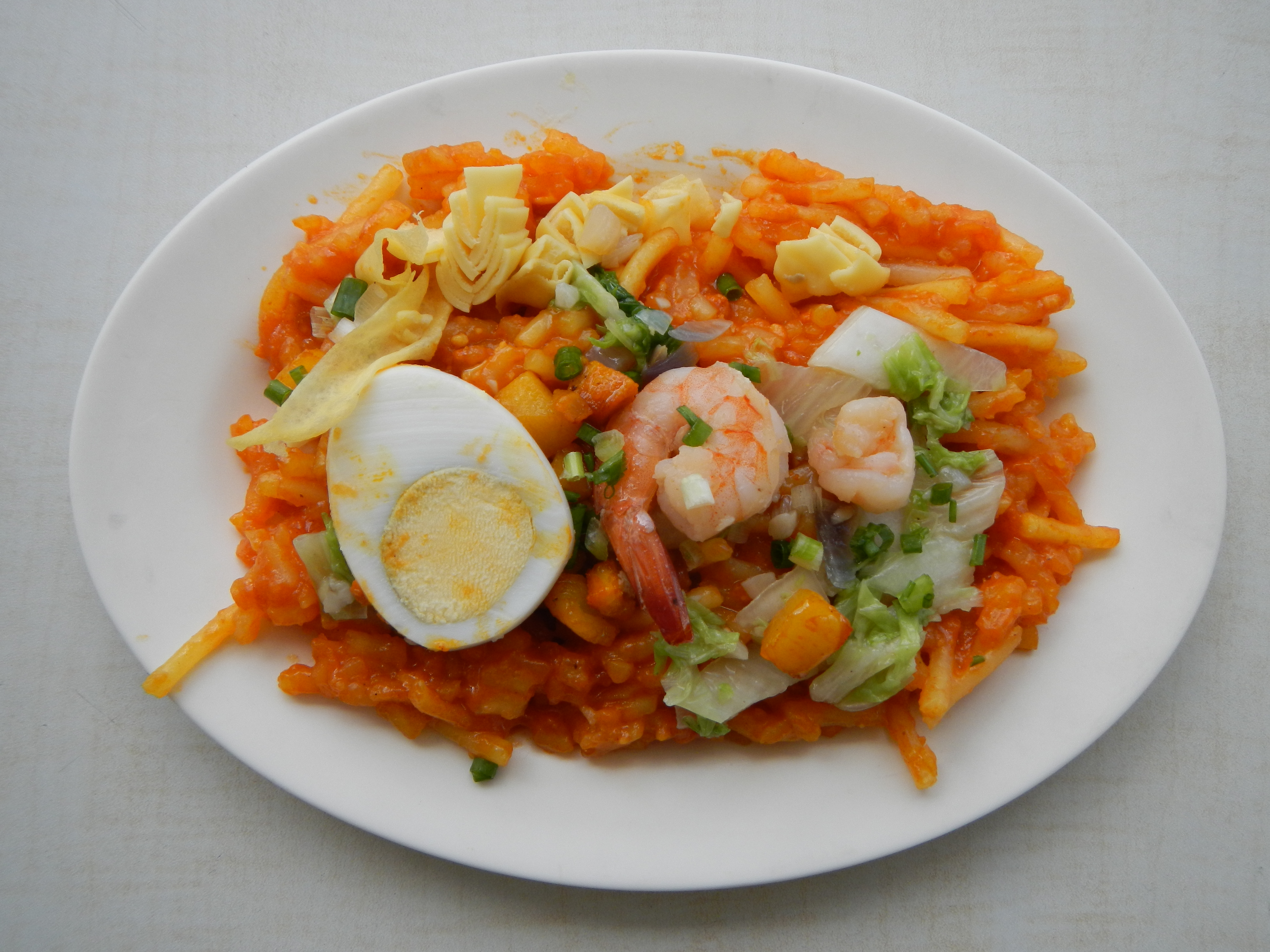
판싯 팔라복
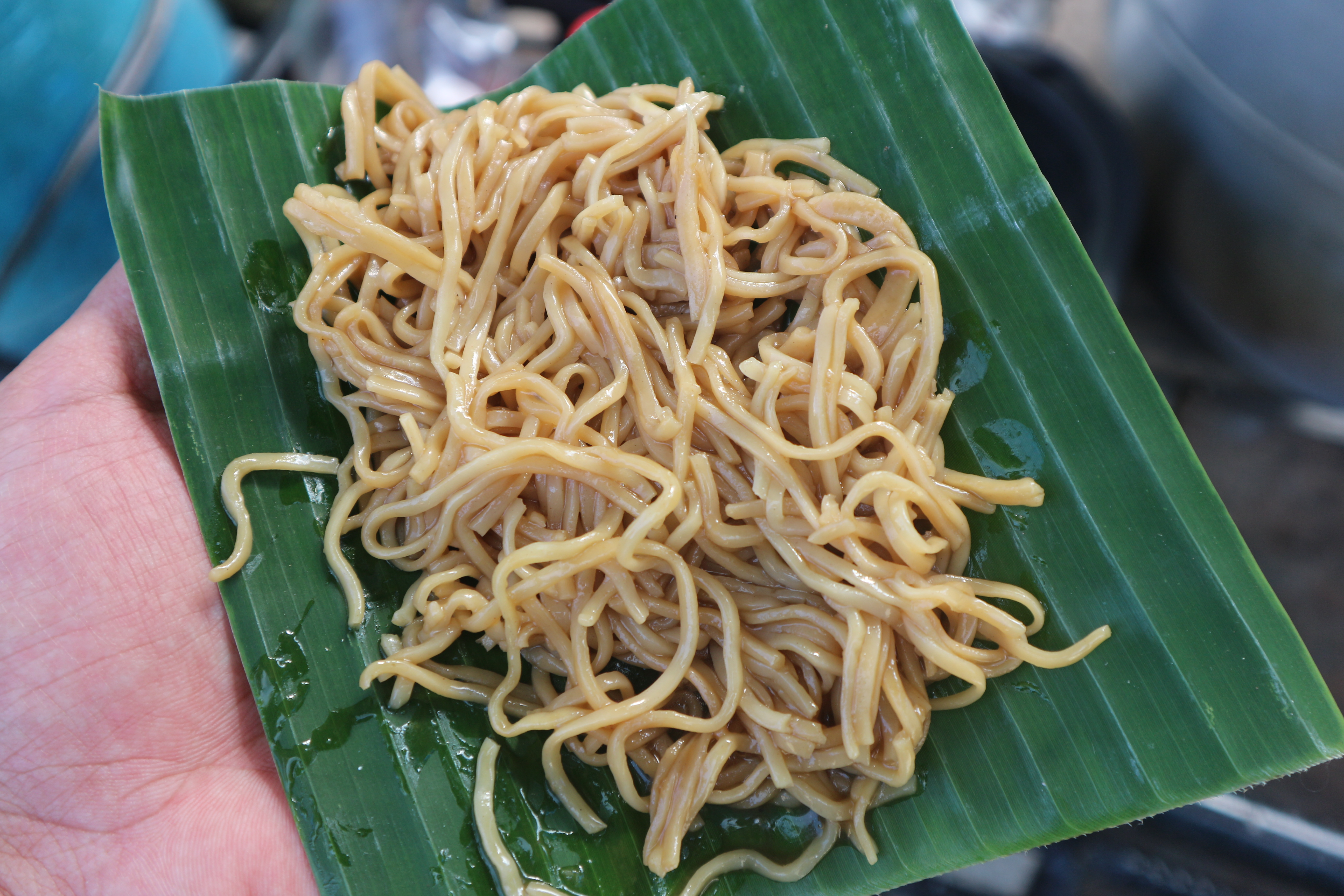
판싯 하브하브

## 같이 보기
- 박미